# Slag om New Orleans
De Slag om New Orleans was een veldslag van de Amerikaanse Burgeroorlog tussen 25 april en 1 mei 1862. Na de Slag om Forten Jackson en St. Philip bereikte de Noordelijke vloot New Orleans. De stad viel vrijwel zonder tegenstand. Hoewel ze onder strenge militaire controle kwam te staan, bleef de stad gespaard van de vernietiging zoals vele andere Zuidelijke steden moesten ondergaan. De inname van de grootste Zuidelijke stad was een belangrijk wapenfeit in het conflict.

## Achtergrond
Winfield Scott probeerde met zijn Anacondaplan de Zuidelijke staten te splitsen door controle te krijgen over de Mississippi. Een eerste stap in dit plan was de inname van New Orleans zodat de Mississippi geblokkeerd kon worden voor Zuidelijke schepen. In januari 1862 kreeg David G. Farragut de opdracht om de stad te veroveren. De twee bakstenen forten Jackson en St. Philip en vier kleinere forten bij Head of Passes moesten eerst uitgeschakeld worden. In de Slag om Forten Jackson en St. Philip voeren de Noordelijke schepen langs de forten, maar ze leden zware verliezen.

## De slag
Op 25 april 1862 arriveerden de restanten van Farragut’s vloot voor New Orleans. Op 28 april gaven de forten Jackson en St. Philip zich over na verdere bombardementen door schoeners met mortieren. Kort daarna namen eenheden van generaal-majoor Benjamin Butler zonder tegenstand de stad in.

## Gevolgen
Butler werd benoemd tot militair gouverneur van de stad. Hij bestuurde met harde hand. Hoewel het leven gezonder werd in de stad, werden veel van zijn maatregelen niet genomen door de bewoners. Zijn order 28 van 15 mei 1862 werd opgevat als een provocatie. Deze stelde dat ieder vrouw die niet het nodige respect betoonde voor een Noordelijke soldaat of officier zou worden aangezien voor een vrouw van lichte zeden. Zowel in het Noorden als in het Zuiden werd hiertegen geprotesteerd. Ook in het buitenland en dan voornamelijk in Engeland en Frankrijk werden protesten gehoord. Butler werd van zijn commando ontheven op 17 december 1862.
Op 7 juni had Butler ene Willian B. Mumford gefusilleerd. Mumford had de Noordelijke vlag onteerd. In de general order 111 veroordeelde de Zuidelijke president Jefferson Davis Butler als oorlogsmisdadiger en verklaarde hem vogelvrij. Wanneer Butler gevangen zou worden, zou hij onmiddellijk geëxecuteerd worden.